# Ucayali-Wasserratte
Die Ucayali-Wasserratte (Amphinectomys savamis) ist eine Nagetierart aus der Gruppe der Neuweltmäuse. 
Sie ist nur durch ein einziges Exemplar bekannt, das 1991 am Fluss Ucayali in der Region Loreto im nördlichen Peru gefunden wurde. Der Fundort lag im Regenwald am Flussufer.
Das Tier war 19 Zentimeter lang, sein Schwanz war 21 Zentimeter lang und das Gewicht betrug 214 Gramm. Sein Fell war an der Oberseite bräunlich und am Bauch grau gefärbt. Es ähnelte den Neotropischen Wasserratten (Nectomys), unterschied sich aber durch deutlich größere Schwimmhäute an den Hinterfüßen.
Über die Lebensweise ist nichts bekannt. Vermutlich ist die Ucayali-Wasserratte ein ausgezeichneter Schwimmer. Wie die Neotropischen Wasserratten könnte sie sich von Insekten, kleinen Fischen und Pflanzen ernähren. Auch über den Gefährdungsgrad ist nichts bekannt. 

## Weblink
- Amphinectomys savamis in der Roten Liste gefährdeter Arten der IUCN 2013.2. Eingestellt von: Pacheco, V., Zeballos, H. & Vivar, E., 2009. Abgerufen am 22. Dezember 2013.